# 2017 UEFA 유로파리그 결승전
2017 UEFA 유로파리그 결승전은 UEFA 유로파리그의 46번째 결승전이자 현재의 대회명으로 개명한 이후로는 8번째 결승 경기이다. 경기는 2017년 5월 24일 스웨덴 솔나에 위치한 프렌즈 아레나에서 열렸다.
이 경기의 승리 팀은 2017년 UEFA 슈퍼컵에서 2016-17년 UEFA 챔피언스리그 우승 팀과 경기를 펼치며 2017-18년 UEFA 챔피언스리그 조별 예선에 진출하게 된다. 잉글랜드의 맨체스터 유나이티드가 네덜란드의 아약스를 2-0으로 누르고 우승을 차지했다.
아약스와 맨체스터 유나이티드 선수들은 경기가 시작되기 전에 2017년 5월 22일에 일어난 2017년 맨체스터 아레나 폭탄 테러 희생자들을 추모하는 1분 동안의 묵념 행사를 가졌다.

## 개최지 선정
유럽 축구 연맹(UEFA)은 2015년 6월 30일에 체코 프라하에서 열린 집행위원회 회의에서 2017 UEFA 유로파리그 결승전 개최지를 스웨덴 솔나에 위치한 프렌즈 아레나로 선정했다. 프렌즈 아레나는 스웨덴 축구 국가대표팀, AIK 솔나의 홈 구장이기도 하다.

## 결승전까지의 전적
| 팀              | 경기 | 승 | 무 | 패 | 득 | 실 | 차  | 승점 |
| --------------- | ---- | -- | -- | -- | -- | -- | --- | ---- |
| 아약스          | 6    | 4  | 2  | 0  | 11 | 6  | +5  | 14   |
| 셀타 비고       | 6    | 2  | 3  | 1  | 10 | 7  | +3  | 9    |
| 스탕다르 리에주 | 6    | 1  | 4  | 1  | 8  | 6  | +2  | 7    |
| 파나티나이코스  | 6    | 0  | 1  | 5  | 3  | 13 | -10 | 1    |

| 팀                  | 경기 | 승 | 무 | 패 | 득 | 실 | 차 | 승점 |
| ------------------- | ---- | -- | -- | -- | -- | -- | -- | ---- |
| 페네르바흐체        | 6    | 4  | 1  | 1  | 8  | 6  | +2 | 13   |
| 맨체스터 유나이티드 | 6    | 4  | 0  | 2  | 12 | 4  | +8 | 12   |
| 페예노르트          | 6    | 2  | 1  | 3  | 3  | 7  | -4 | 7    |
| 조랴 루한스크       | 6    | 0  | 2  | 4  | 2  | 8  | -6 | 2    |

## 경기
| 아약스 | 0 – 2 | 맨체스터 유나이티드         |
| ------ | ----- | --------------------------- |
|        |       | 포그바 18′ · 미키타리안 48′ |

| 아약스 | 맨체스터 유나이티드 |

| GK          | 24 | 안드레 오나나        |     |     |
| RB          | 3  | 요엘 펠트만          | 58′ |     |
| CB          | 5  | 다빈손 산체스        |     |     |
| CB          | 36 | 마테이스 더 리흐트   |     |     |
| LB          | 4  | 야이로 리데발트      | 78′ | 82′ |
| CM          | 10 | 데이비 클라선 (주장) |     |     |
| CM          | 20 | 라세 쇠네            |     | 70′ |
| CM          | 22 | 하킴 지야시          |     |     |
| RF          | 9  | 베르트랑 트라오레    |     |     |
| CF          | 25 | 카스페르 돌베르      |     | 62′ |
| LF          | 11 | 아민 유네스          | 64′ |     |
| 교체명단:   |    |                      |     |     |
| GK          | 33 | 디데릭 부르          |     |     |
| DF          | 2  | 케니 테테            |     |     |
| DF          | 16 | 하이코 베스테르만    |     |     |
| MF          | 21 | 프렝키 더 용         |     | 82′ |
| MF          | 30 | 도니 판 더 베이크    |     | 70′ |
| FW          | 45 | 유스틴 클라위버르트  |     |     |
| FW          | 77 | 다비드 네리스        |     | 62′ |
| 감독:       |    |                      |     |     |
| 페터르 보스 |    |                      |     |     |

| GK          | 20 | 세르히오 로메로          |     |     |
| RB          | 25 | 안토니오 발렌시아 (주장) |     |     |
| CB          | 12 | 크리스 스몰링            |     |     |
| CB          | 17 | 데일리 블린트            |     |     |
| LB          | 36 | 마테오 다르미안          |     |     |
| DM          | 21 | 안데르 에레라            |     |     |
| RM          | 8  | 후안 마타                | 78′ | 90′ |
| CM          | 27 | 마루안 펠라이니          | 52′ |     |
| CM          | 6  | 폴 포그바                |     |     |
| LM          | 22 | 헨리크 미키타리안        | 31′ | 74′ |
| CF          | 19 | 마커스 래시퍼드          |     | 84′ |
| 교체명단:   |    |                          |     |     |
| GK          | 1  | 다비드 데 헤아           |     |     |
| DF          | 4  | 필 존스                  |     |     |
| DF          | 24 | 티모티 포수멘사          |     |     |
| MF          | 14 | 제시 린가드              |     | 74′ |
| MF          | 16 | 마이클 캐릭              |     |     |
| FW          | 10 | 웨인 루니                |     | 90′ |
| FW          | 11 | 앙토니 마르시알          |     | 84′ |
| 감독:       |    |                          |     |     |
| 조제 모리뉴 |    |                          |     |     |

| 최우수 선수: 안데르 에레라 (맨체스터 유나이티드) 부심: 유레 프라프로트니크 (슬로베니아) 로베르트 부칸 (슬로베니아) 대심: 잔루카 로키 (이탈리아) 후보 대기심: 마테이 유그 (슬로베니아) 슬라브코 빈치치 (슬로베니아) 대기 보조 심판: 토마시 클란치니크 (슬로베니아) | 경기 규칙 - 전후반 90분 동안 경기를 진행한다. - 전후반 90분 상황에서 동점이면 연장전 30분을 진행한다. - 연장전에서도 동점이면 승부차기를 진행한다. - 교체 선수 명단은 7명까지 올릴 수 있으며 한 팀당 최대 3명까지 교체할 수 있다. |

## 같이 보기
- 2016-17년 UEFA 유로파리그
- 2017 UEFA 챔피언스리그 결승전
- 2017년 UEFA 슈퍼컵